# Gamescom
50°56′33″N 6°57′32″E / 50.94257°N 6.958976°E

（風格化書寫為，在中文地区又被称为“科隆游戏展”或“GC展”）是一個在德國科隆舉行的年度遊戲交易展覽會。展覽會由Bundesverband Interaktive Unterhaltungssoftware組織舉辦。許多遊戲開發者都利用該展覽會展示他們即將發行的電子遊戲和相關的硬件設備。
按照展會佔地和參觀人數計算，Gamescom是全歐最大的遊戲活動。根據其2014年數據，共有340,000參觀者、超過6,000位記者和來自88個國家共635個參展商參加了展會。若按照總入場人數計算，德國Gamescom為世界第三的遊戲展，僅次於美國E3遊戲展（已停辦）及日本東京電玩展。德國Gamescom與美國E3遊戲展及日本東京電玩展並列為世界三大遊戲展。

## 相關會議
遊戲開發者大會·歐洲會在Gamescom展會期間召開。

## 外部連結
- 官方网站 （英文） （德文）
- Bundesverband Interaktive Unterhaltungssoftware （页面存档备份，存于）
- Koelnmesse （页面存档备份，存于）
- GDC Europe （页面存档备份，存于）